# C-Peptid
Das C-Peptid (englisch connecting peptide) ist Teil des Proinsulins und wird labordiagnostisch in erster Linie im Rahmen der Differentialdiagnostik des Diabetes mellitus bestimmt, aber auch zur Diagnostik eines Insulinoms oder einer Hypoglycaemia factitia.

## Aufbau
Das C-Peptid besteht aus 31 Aminosäuren und verbindet die A-Kette mit der B-Kette des Proinsulins. Bei der Umwandlung vom Proinsulin zum Insulin wird dieses enzymatisch abgespalten, um danach zusammen mit dem Insulin aus den β-Zellen der Bauchspeicheldrüse ins Blut ausgeschüttet zu werden. C-Peptid hat eigene Effekte auf den Kohlenhydratstoffwechsel und sein Fehlen spielt möglicherweise bei der Entwicklung diabetischer Organschäden eine Rolle. In medikamentös verabreichten Insulinen ist das C-Peptid nicht mehr vorhanden.

## Nachweis
Das C-Peptid kann labordiagnostisch im Serum oder Urin mittels eines enzymatischen Immunassays nachgewiesen werden. Die Halbwertszeit des C-Peptid ist zehnmal länger als die des Insulins.

## Indikation
Das C-Peptid dient als Marker (Messwert) der Sekretion der β-Zellen der Bauchspeicheldrüse. Im Rahmen eines Glukosebelastungstests kann ihre Reaktionsfähigkeit bestimmt werden.

## Interpretation
Normalwerte in Abhängigkeit vom Labor
- 1,1 – 5,0 µg/l
- 30 – 60 min nach Glukosebelastung: 4,0 – 8,0 µg/l

erniedrigte Werte
- Diabetes mellitus Typ 1, z. B. auch LADA
- Diabetes mellitus Typ 2 bei Versagen der Insulinproduktion im Spätstadium der Erkrankung

erhöhte Werte
- Diabetes mellitus Typ 2 als Zeichen der Insulinresistenz
- Insulinom

normale Werte bei klinisch nachgewiesenen Hypoglykämien
- Hypoglycaemia factitia im Rahmen eines Münchhausen-Syndroms.

Relation von C-Peptid zum Nüchtern-Blutzucker
Um die Insulinbedürftigkeit eines Diabetikers zu bestimmen, kann das Verhältnis von C-Peptid zum Nüchtern-Blutzucker (NBZ) bestimmt werden. Werte unter 11,7 sprechen für ein Sekundärversagen und die Notwendigkeit der Insulingabe.
{\displaystyle {\frac {C-Peptid\ (ng/ml)\ x\ 1000}{NBZ\ (mg/dl)}}}
Glukosebelastungstest
Der Glukosebelastungstest dient zur Bestimmung der Glukosestabilität. Hierzu wird nach intravenöser Bolusinjektion von Glukose (Traubenzucker) der Anstieg des C-Peptids gemessen. Bei einem fehlenden oder nur geringen Anstieg sind Schwankungen der Blutzuckerwerte trotz intensiver Therapie und guter Patientenmitarbeit (Compliance) wahrscheinlich.

## Zusammenfassung
Das Vorhandensein von C-Peptid im Blut gibt Auskunft über den Stand der körpereigenen Insulinproduktion. Die C-Peptid-Menge ist direkt proportional zum ausgeschütteten Insulin. Die Aussagekraft beim Diabetes mellitus bei leicht erniedrigten Werten ist gering. Nur der absolute Mangel oder deutlich erniedrigte Werte (unter 0,5–1,0 µg/l) korrelieren mit einer substitutionspflichtigen Insulinmangelsymptomatik. Dagegen kann auch bei erhöhten Werten eine Insulintherapie aufgrund der Insulinresistenz notwendig sein. Bei einem Abfall unter den Normwert kann eine Insulintherapie, wenn vielleicht auch nur niedrigdosiert, begonnen werden, da bei einer noch geringen Eigenausschüttung von Insulin die Überlebensdauer der funktionsfähigen β-Zellen durch die frühzeitige exogene Insulingabe verlängert wird. Insofern hat die Höhe des C-Peptid-Spiegels einen prognostischen Wert auf den Verlauf einer Diabetes mellitus-Erkrankung.
Beim Insulinom spielt das C-Peptid eine wichtige Rolle in der Diagnostik der Erkrankung und kann später als Tumormarker dienen.
Es unterstützt den Nachweis einer Hypoglycaemia factitia.